# Liste de morts insolites
Cette liste de morts insolites regroupe des décès ayant été considérés comme insolites ou sortant de l'ordinaire par des sources ou auteurs qui les ont répertoriés comme tels, dont Henri Pigaillem dans son Histoires insolites des morts célèbres et absurdes ou David Alliot, et al. pour La Tortue d'Eschyle et autres morts stupides de l'histoire. L'authenticité de certaines de ces histoires peut cependant être incertaine.
Ravisius Textor dresse dans l’Officina (de) une liste de morts insolites ; cette liste est utilisée par Rabelais, de même que par Montaigne.

## Antiquité

### Avant Jésus-Christ
Attention, la plupart des morts rapportées pour cette période ont un caractère incertain, voire légendaire.
- 600 av. J.-C.

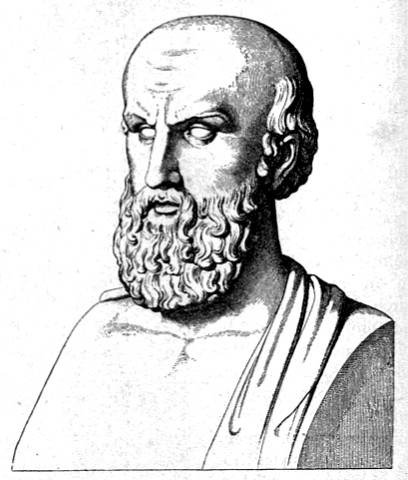
Le dramaturge grec Eschyle meurt après avoir reçu une tortue sur la tête.

  - Auteur des législations draconiennes, Dracon serait mort étouffé par des vêtements, des tuniques, des manteaux, jetés sur lui par la population d'Égine[5],[6].
- 564 av. J.-C.
  - Pris dans un étranglement dans la finale olympique de pancrace, Arrhichion de Phigalie réussit à déboîter le pied de son adversaire, le forçant à l'abandon, mais l'étranglement lui brise la nuque dans leur chute commune. L'adversaire ayant concédé la défaite, c'est le cadavre d'Arrhichion qui est couronné vainqueur olympique[7].
- 540 av. J.-C.
  - Selon certaines sources, Milon de Crotone, athlète grec connu pour sa force prodigieuse, aurait voulu tester celle-ci en achevant de fendre un arbre ouvert en deux. Mais il aurait présumé de ses forces et ses mains seraient restées coincées dans le tronc de l'arbre. Immobilisé, incapable de se défendre, il aurait été dévoré par des loups[8],[9].
- 476 av. J.-C.
  - Charondas, philosophe et législateur grec, se donne la mort parce qu'il a violé l'une des lois qu'il avait promulguées : pour éviter les violences lors des débats publics, il fait proclamer que quiconque portera une arme sur l'agora sera puni de mort. S'y présentant armé par inadvertance, il s'applique à lui-même la sanction prévue[10]. La véracité de cet événement est toutefois suspecte du fait qu’il a également été attribué à Dioclès[11] et à Zaleucos[12].
- Vers 480 av. J.-C.
  - Le philosophe grec Héraclite était victime d'hydropisie. Hermippe rapporte que, pour se soigner, il ordonna à des enfants de le couvrir de fumier. Ce remède, dont il s’était avisé, l’exténua à un tel point qu’il en mourut deux jours après, et qu’on l’enterra dans la place publique. Cependant, Néanthe de Cyzique dit que, n’ayant pu se tirer de dessous le fumier, il resta dans cet état et fut mangé par des chiens[13],[14].
- 456 av. J.-C.
  - Le dramaturge grec Eschyle est tué par un rapace — probablement un gypaète barbu — qui laisse tomber une tortue vivante sur lui, confondant son crâne chauve avec une pierre[4].
- 207 av. J.-C.
  - Chrysippe de Soles, philosophe stoïcien : au cours d'un banquet auquel il est invité, regardant un âne manger des figues il dit à la vieille femme qui possédait l’âne : « Donne maintenant à cet âne un peu de vin pur pour faire passer les figues » et serait mort de rire, à la suite de sa propre blague[4],[15]. Il s'agissait vraisemblablement d'un jeu de mots entre âne (ὄνος) et vin (οἶνος). Cependant, cette version de la mort de Chrysippe de Soles n'est pas la plus probable ; il aurait également pu mourir d'avoir bu du vin non coupé d'eau, à l'occasion d'un sacrifice où un de ses élèves l'aurait invité[16].

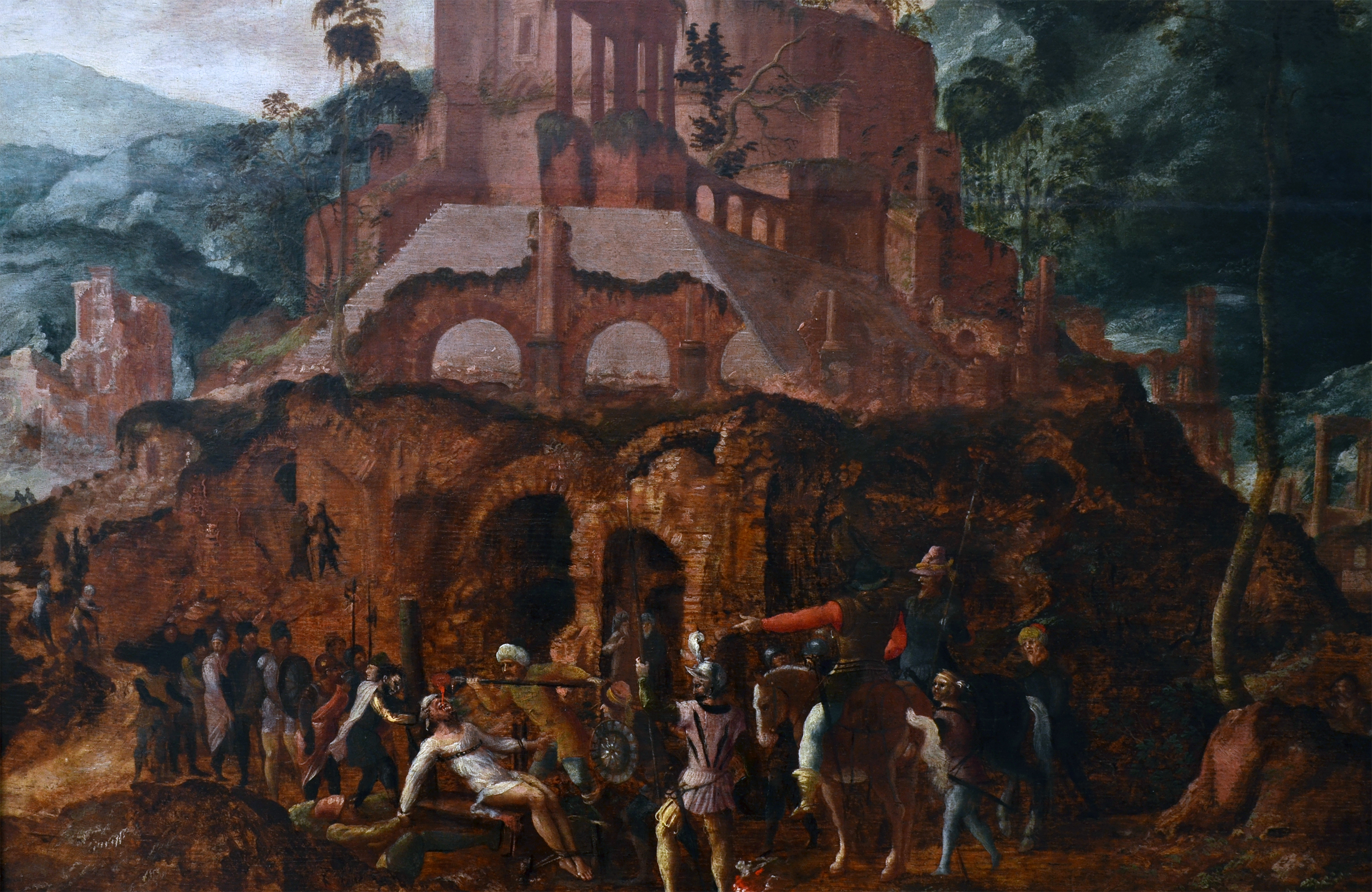
Le supplice de Crassus, qui aurait été forcé à boire de l'or en fusion, peint par Lancelot Blondeel au XVIe siècle.
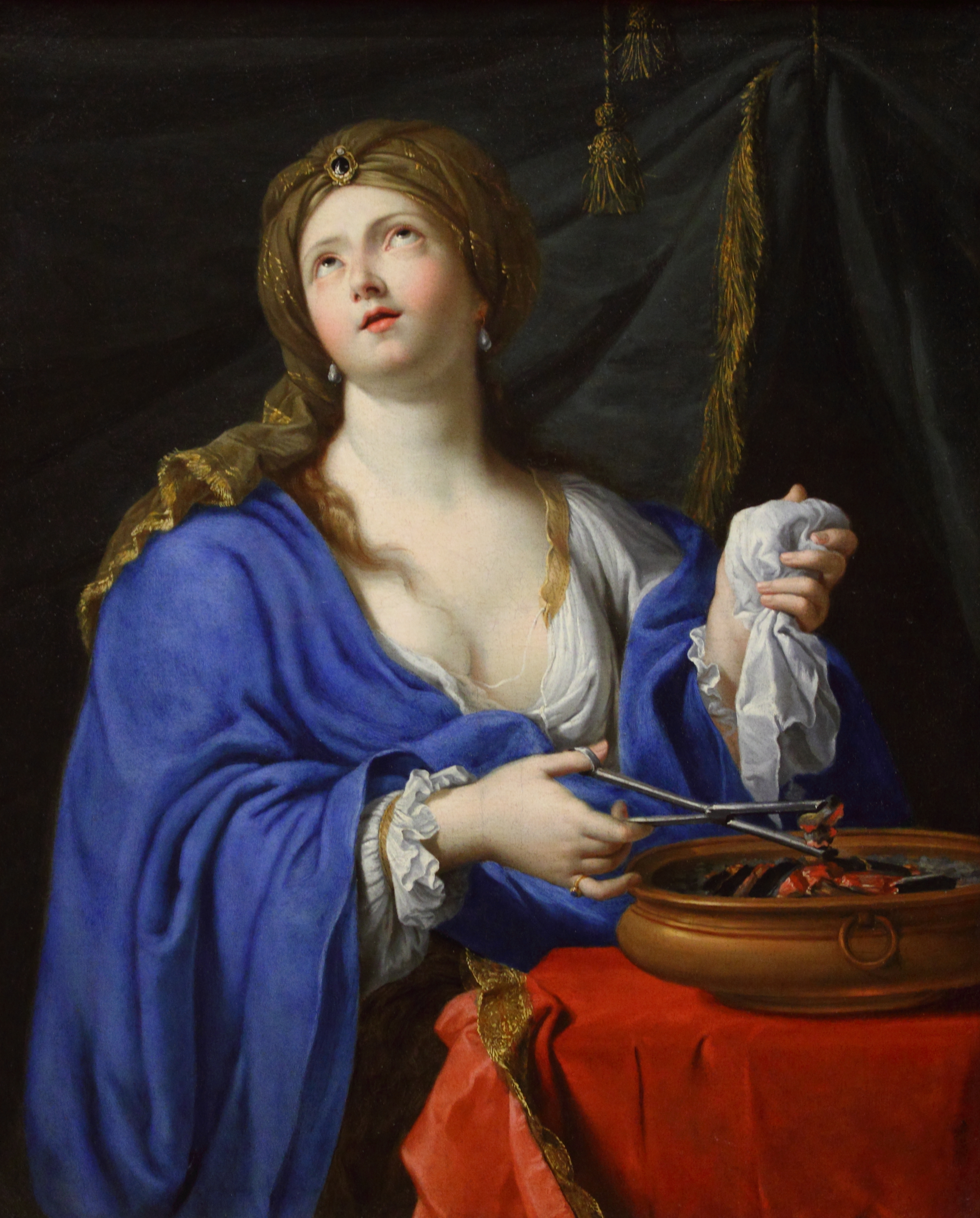
Le Suicide de Porcie, s'apprêtant à manger des charbons, par Pierre Mignard (1612-1695), musée des beaux-arts de Rennes.

- 63 av. J.-C.
  - Mithridate VI Eupator, roi du Pont et ennemi de la République romaine, trouva la mort en se suicidant. Selon l'historien Appien d'Alexandrie, Mithridate VI tenta de se suicider lorsque son fils, Pharnace, le renversa. Le roi ingéra alors une dose de poison mais échoua dans sa tentative, le poison ne faisant pas effet. Mithridate décida alors de s'empaler sur son glaive, mais échoua également à se donner la mort. Résigné, Mithridate fut contraint de demander à un de ses gardes qu'il l'achève[17].
- 53 av. J.-C.
  - L'historien Dion Cassius a relaté avec réserve cet épisode de la mort de Marcus Licinius Crassus, réputé pour son avidité : « les Parthes, du moins à ce qu'on rapporte, versèrent dans sa bouche de l'or fondu, en l'insultant par des sarcasmes »[18]. Quoique douteux, l'épisode est repris en raison de son côté spectaculaire. Crassus est vaincu à la bataille de Carrhes par le général parthe Suréna. Pour moquer l'avidité de son prisonnier, Suréna lui fait couler de l'or en fusion dans la bouche en lui disant : « Rassasie-toi donc de ce métal dont tu es si avide ! »[19]. Puis le général fait trancher la main et la tête de Crassus et envoie ces trophées au roi Orodès II[20].
- 42 av. J.-C.
  - Porcie, femme de la Rome antique et fille de Caton d'Utique, se suicide en avalant volontairement des charbons ardents lorsqu'elle apprend la mort de son mari Brutus[21]. Cependant, les historiens modernes ne croient pas à cette version et pensent que Porcie a fait brûler du charbon dans une pièce sans aération et succombé au monoxyde de carbone[22].

### Après Jésus-Christ
- Vers 20 ap. J.-C.

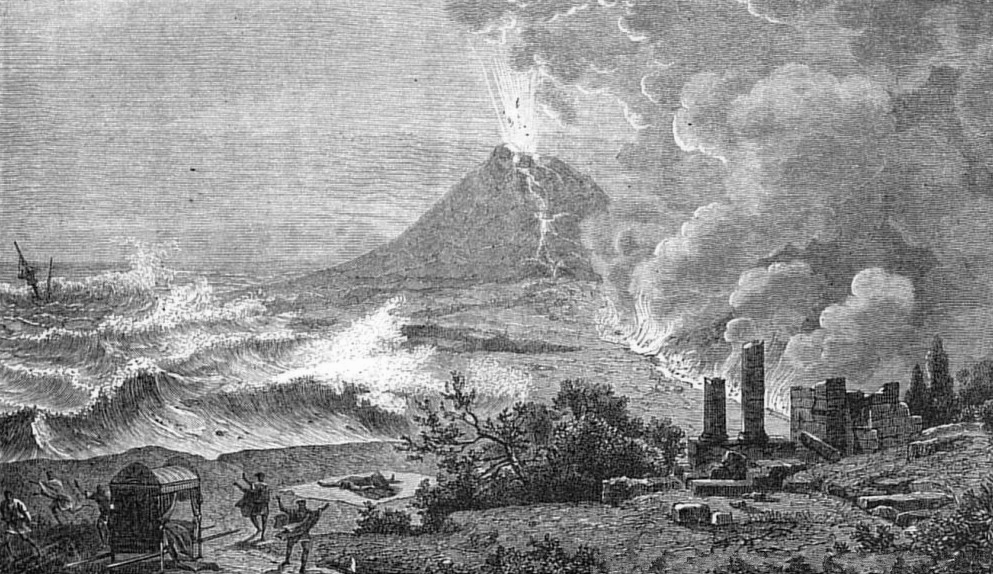
Représentation de la mort de Pline l'Ancien pendant l'éruption du Vésuve en 79, parue dans Le Monde illustré en 1888.

  - Claudius Drusus, fils de Claude et de Plautia Urgulanilla, meurt à Pompéi en s'étouffant avec une poire qu'il avait lancée en l'air et tenté de rattraper dans sa bouche[23].
  - Marcus Gavius Apicius, riche citoyen romain amateur des plaisirs de la table, décide de mettre fin à ses jours en ingérant un breuvage mortel après avoir appris que sa fortune est tombée à dix millions de sesterces[24],[25].
- 79
  - Pline l'Ancien, naturaliste romain, meurt lors de l'éruption du Vésuve — qui provoqua la destruction de Pompéi. Voulant observer le phénomène au plus près et désirant porter secours à quelques-uns de ses amis en difficulté sur les plages de la baie de Naples, il partit avec ses galères, traversant la baie jusqu'à Stabies où il mourut, probablement étouffé[26].

## Moyen Âge
- 613

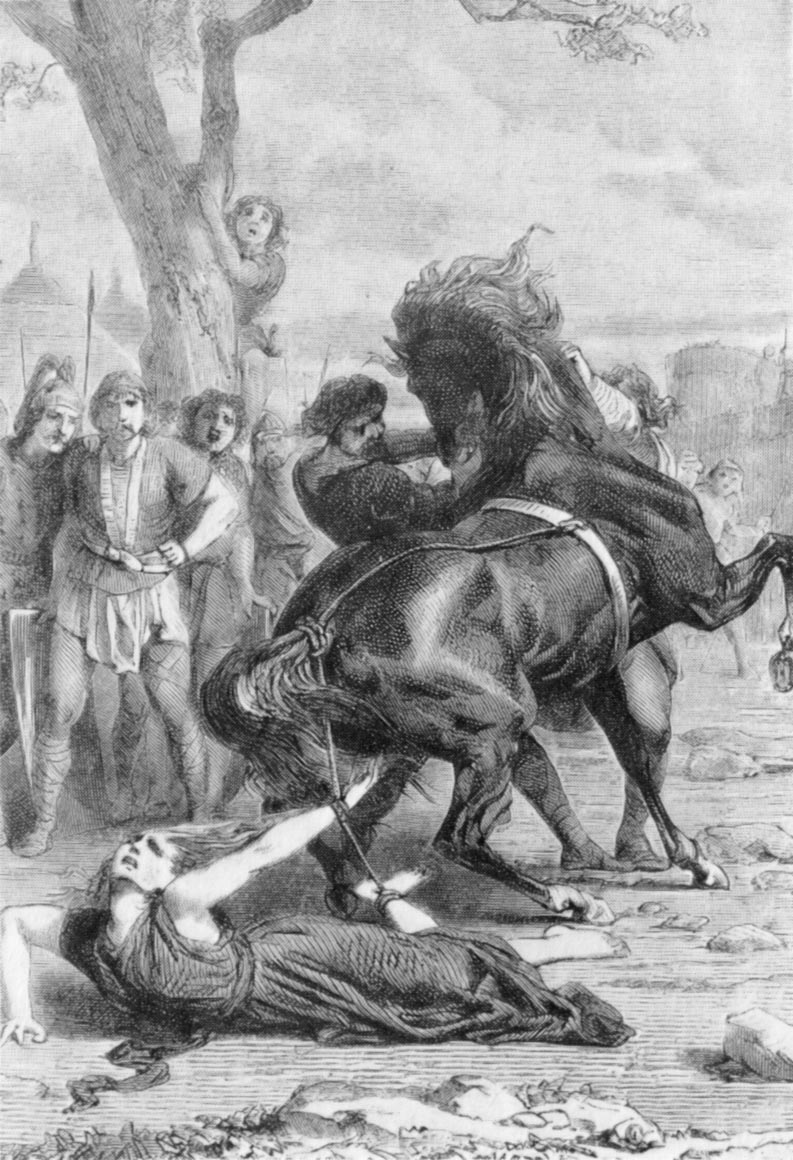
Mise à mort de Brunehaut.

  - La reine mérovingienne Brunehaut, bien qu'âgée de plus de 60 ans et arrière-grand-mère, est mise à mort sur ordre de Clotaire II, un bras et une jambe attachés à la queue d'un cheval en furie[27]. Avant son exécution, elle est promenée nue sur le dos d'un chameau à travers le camp du roi[27].
- 882
  - Le roi Louis III, arrière-arrière-petit-fils de Charlemagne, alors qu'il poursuit à cheval une jeune fille qui résiste à ses avances, heurte violemment un linteau de porte trop bas et se fracasse le crâne[28].
- 932
  - Selon une des versions de sa mort, Theinhko, roi birman, est tué par le fermier auquel il avait volé des concombres. Par peur du désordre, son épouse introduisit le meurtrier au palais et le revêtit des habits du roi. Il fut ainsi proclamé roi sous le nom de Nyaung-U Sawrahan et il fut surnommé « le roi concombre »[29],[30].
- 1131Représentation de la mort de Philippe de France, tombé de son cheval qui avait été effrayé par un porc

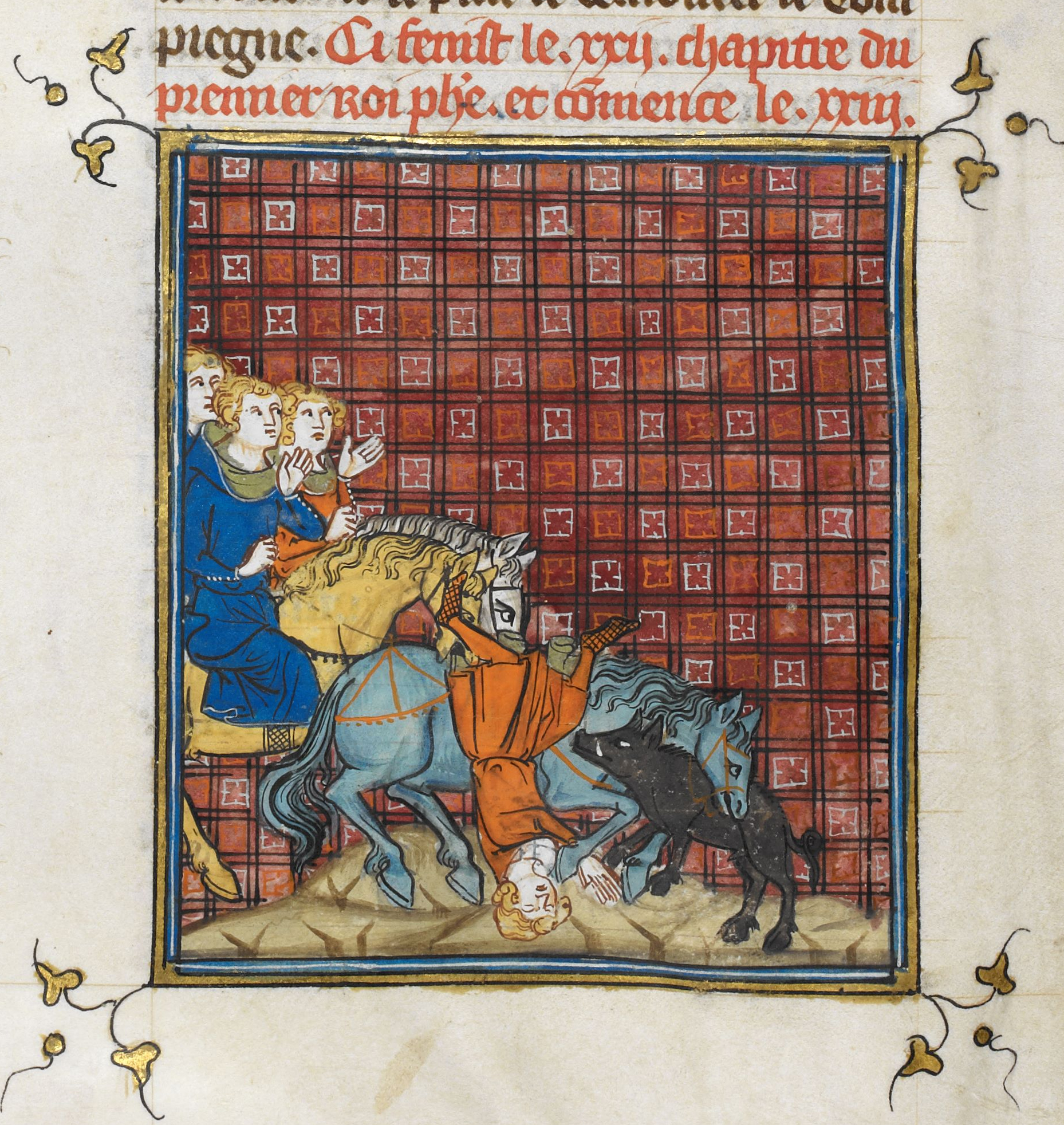
Représentation de la mort de Philippe de France, tombé de son cheval qui avait été effrayé par un porc

  - Philippe de France, fils aîné et héritier du roi Louis VI, est tué à l'âge de 15 ans dans un accident causé par un cochon, qui aurait effrayé sa monture[31].
- 1190
  - Frédéric Barberousse, empereur germanique, se noie accidentellement dans le fleuve Göksu Nehri, dans l'actuelle Turquie, au cours de la troisième croisade. Barberousse portant son armure, l'hydrocution provoquée par le choc thermique (nous sommes au mois d'août) entraîne la noyade de l'empereur[8].
- 1242
  - Enguerrand III de Coucy, dit le bâtisseur, se tue en tombant de cheval et en s'empalant sur son épée sortie du fourreau alors qu'il traverse un gué.
- 1277
  - Le pape Jean XXI meurt écrasé, victime de l'effondrement d'un plafond de la cathédrale de Viterbe dont il dirigeait les travaux[32].
- 1380
  - Bertrand du Guesclin, connétable de France, meurt d'une pneumonie ou d'une dysenterie, provoquée par le fait d'avoir bu trop d'eau glacée après avoir combattu en plein soleil[4].
- 1478
  - Condamné à mort, George, duc de Clarence choisit d'être exécuté par noyade dans une barrique de vin de Malvoisie[33],[34],[35].
- 1498
  - Le roi de France Charles VIII meurt après avoir heurté violemment un linteau de porte du château d'Amboise alors qu'il se rendait, à pied, au jeu de paume[28].

## Temps modernes

### XVIesiècle
- 1518

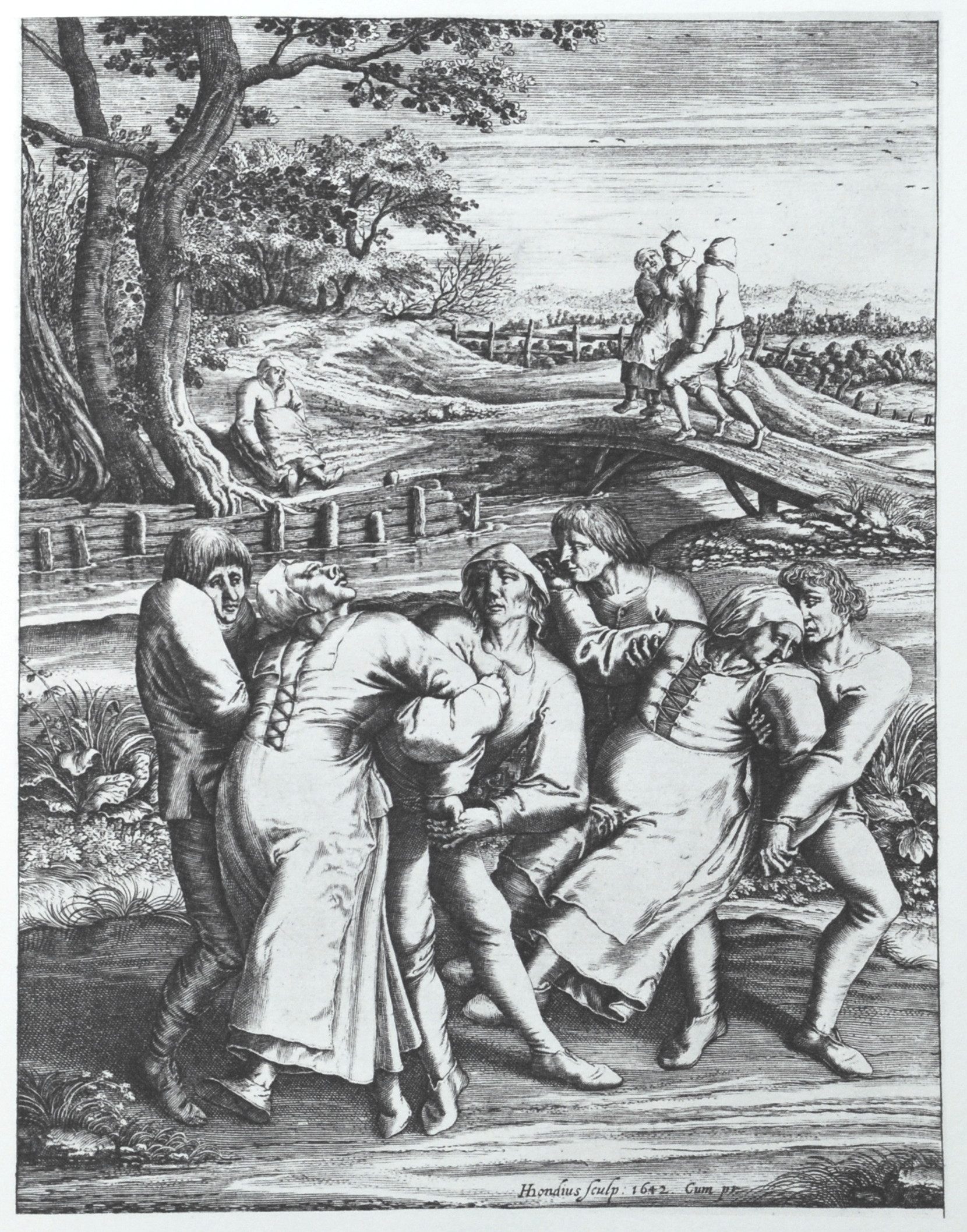
Gravure de Hendrik Hondius I montrant trois femmes affectées par la peste dansante.

  - Durant l'Épidémie dansante de 1518, 400 personnes dansèrent sans se reposer durant plus d'un mois, certaines d'entre elles décédèrent de crise cardiaque, d'accident vasculaire cérébral ou d'épuisement[36].
- 1519
  - Le 12 janvier, l'empereur Maximilien Ier de Habsbourg meurt d'une consommation excessive de melon au retour d'une partie de chasse, tout comme son père, l'empereur Frédéric III 26 ans plus tôt[32].
- 1556
  - Pietro Aretino, un écrivain et dramaturge italien, meurt par suffocation — ou par une chute lui fendant le crâne — causée par un fou rire incontrôlable[37].
- 1559
  - Henri II, lors des joutes organisées pour le mariage de sa fille Elisabeth avec Philippe II d'Espagne, se mesure à Gabriel de Montgomery, capitaine de sa Garde écossaise. Il reçoit un coup de lance en plein visage, que la grille en or de son heaume n'arrête pas. La lance traverse l’œil. Malgré les soins d'Ambroise Paré et d'André Vésale, le roi meurt quelques jours plus tard[38].
- 1562
  - Antoine de Bourbon (dit aussi Antoine de Navarre), prince du sang français et père du roi Henri IV, mène alors le siège de Rouen, ville tenue par les protestants. Le 13 octobre, tandis qu'il inspecte les tranchées du siège et en profite pour aller uriner contre les remparts de la ville, il est blessé d'un coup de mousquet à l'épaule[39]. La blessure ne parait pas si grave : seul le chirurgien royal, Ambroise Paré, lui prédit une triste fin[40]. Malgré les efforts du célèbre chirurgien, il ne peut être sauvé et meurt des suites de ses blessures aux Andelys, le 17 novembre[41],[42].
- 1567
  - Hans Staininger, le maire de Braunau en Autriche, meurt le cou brisé après avoir marché sur sa propre barbe en fuyant un incendie. Sa barbe, qui faisait 4,5 pieds (soit près de 1,4 mètre de long) était généralement enroulée dans un étui en cuir[43],[44].
- 1599
  - Nandabayin, roi birman, meurt de rire en apprenant d'un marchand italien que Venise était une république et n'avait pas de roi[29].

### XVIIesiècle
- 1601
  - Tycho Brahe, astronome danois, meurt d'une rétention urinaire. La cause de cette affection n'est pas définie avec exactitude. La première explication est que l'astronome, voyageant avec l'empereur des Romains Rodolphe II, s'est retenu durant un long trajet, n'osant interrompre le voyage de l'empereur pour satisfaire un besoin naturel. La seconde explication est que Brahe, invité d'honneur d'un dîner mondain, n'ose pas se retirer pour soulager sa vessie[45]. Quoi qu'il en soit, la mort du scientifique a inspiré une expression tchèque — « Je ne veux pas mourir comme Tycho Brahe » — pour indiquer un besoin pressant[46],[47].
- 1626
  - Francis Bacon, scientifique anglais voyageait dans le quartier londonien d'Highgate à travers la neige quand il eut l'idée d'utiliser celle-ci pour conserver de la viande. Il acheta alors à une femme du voisinage une volaille qu'il fit éviscérer et remplir de neige. Son expérience réussit. Mais après, il contracta un tel accès de toux, possiblement provoqué par le froid, qu'il finit alité chez son ami le comte d'Arundel, où il mourut quelques jours plus tard[48],[26].
- 1641
  - Louis de Bourbon-Soissons se tue accidentellement pendant la bataille de la Marfée. En effet, il avait l'habitude de relever la visière de son casque avec son pistolet ; le coup partit, le tuant sur le coup.
- 1671
  - François Vatel, maître d'hôtel français au service du prince Louis II de Bourbon-Condé, se suicide pendant une réception donnée par le prince en l'honneur de Louis XIV, à cause du retard dans la livraison de la pêche du jour[24].
- 1687
  - Jean-Baptiste Lully, surintendant de la musique de Louis XIV, meurt de la gangrène à la suite d'une blessure au pied due à son bâton de direction, longue et lourde canne surmontée de rubans et d'un pommeau richement orné servant à l'époque pour battre la mesure en frappant le sol. Il se blesse durant une répétition du Te Deum prévu pour célébrer le rétablissement du roi[24].
- 1697
  - Jean de Santeul, poète néolatin français, reçut un jour chez lui à Dijon Louis III de Bourbon-Condé. Pour plaisanter, ce dernier versa du tabac dans le verre de vin de son hôte. Le poète mourut au bout de deux jours après des vomissements et de la fièvre[49],[24].

### XVIIIesiècle
- 1712
  - Le poète Carlo Alessandro Guidi rédigea à Rome une traduction en vers des homélies latines écrites par le pape Clément XI. Le 12 juin 1712, il était en route vers Castel Gandolfo pour remettre personnellement la première impression de l'ouvrage à ce dernier. Mais pendant le voyage, il mourut à Frascati souffrant d'apoplexie. La rumeur a immédiatement circulé que la maladie avait été causée par la découverte de quelques erreurs d'impression dans le livre, qui lui causa une forte contrariété[50],[51].
- 1766
  - Stanislas Leszczynski, ancien roi de Pologne et père de la reine Marie, épouse de Louis XV, se réchauffe devant sa cheminée quand sa robe de chambre prend feu. Malgré tous les soins qu'on lui apporte, le roi meurt le 23 février 1766[42].
- 1771
  - Le roi Adolphe-Frédéric de Suède meurt à la suite de problèmes de digestion. Il venait de faire un repas composé de homards, caviar, choucroute, kipper (hareng rouge) et de poisson fumé[52]. Le tout était arrosé de champagne. Il reprit 14 fois de son dessert favori, le semla, servi dans un bol de lait chaud. Les écoliers suédois se souviennent de lui comme « le roi qui mangea jusqu'à en mourir »[53].
- 1780
  - Nicolas Gilbert, poète français, meurt après avoir avalé la clef de sa cassette au cours d'un accès de démence[51].
- 1792
  - Gabriel Sanson, fils du bourreau français Charles-Henri Sanson, mourut des suites d'une chute de l'échafaud en voulant présenter une tête coupée à la foule, n'ayant pas regardé où il marchait[54],[10].

## Époque contemporaine

### XIXesiècle
- 1842
  - Jules Dumont d'Urville, explorateur français, décède dans la catastrophe ferroviaire de Meudon. L'homme qui fit plusieurs fois le tour du monde, qui découvrit la Terre Adélie et qui fit ramener en France la Vénus de Milo, meurt dans un accident de train en rentrant d'une promenade en famille[42]. Les compartiments sont — à cette époque — verrouillés de l'extérieur durant le trajet ; les voyageurs sont bloqués dans l'incendie déclenché par l'accident.
- 1864
  - George Boole, mathématicien et logicien à l'origine de l'algèbre de Boole, décède des suites d'une pneumonie, après que sa femme, Mary Everest Boole, l'aspergea d'eau au moyen de plusieurs seaux. Contemporaine et adepte des idées de Samuel Hahnemann, inventeur de l'homéopathie, elle pensait soigner son mari d'un banal refroidissement en appliquant certains principes homéopathiques (soigner le mal par le mal)[55].
- 1871
  - Clement Vallandigham, un avocat et homme politique nord-américain, veut prouver d'une façon irréfutable l'innocence d'un de ses clients, accusé d'homicide lors d'une fusillade dans un bar. Il reconstitue les faits d'une manière si réaliste qu'il se blesse mortellement avec un pistolet qu'il croyait déchargé[56].
- 1884
  - Allan Pinkerton, un détective privé, glisse dans la rue et chute sur le trottoir. Il s'est mordu la langue, mais n'y prête guère attention. La gangrène s'installe, amenant sa mort le 1er juillet 1884[42].
- 1894
  - Amédée Pauwels, anarchiste individualiste belge, tente de commettre un attentat à la bombe dans l'Église de la Madeleine à Paris le 15 mars 1894. À l'instant où il ouvre la porte tambour, il fait un faux mouvement et retourne sa marmite qui explose, faisant voler en éclats les vitres de l’église et éventrant son porteur[57],[14].

### XXesiècle

#### Années 1910
- 1911
  - Jack Daniel, fondateur de la distillerie Jack Daniel's, meurt d'un empoisonnement sanguin. Selon un récit exagéré, elle aurait résulté de complications dues à une blessure à l'orteil qu'il s'était infligée en donnant un coup de pied à son coffre-fort, dont il avait oublié la combinaison… six ans auparavant[58]. Cependant, son biographe moderne de Peter Krass affirme que l'histoire n'est pas vraie. Il prouve que l'accès de rage de Jack Daniel sur le coffre-fort s'est déroulé quelques années avant qu'il ne meure d'une gangrène, sans rapport avec l'accident[59].
- 1912
  - Le tailleur Franz Reichelt, âgé de 33 ans, se tue en sautant du premier étage de la tour Eiffel alors qu'il veut tester en public son invention, le manteau-parachute[60].
- 1916
  - Le mystique russe Raspoutine fut supposément empoisonné au cyanure, avant de recevoir trois coups de pistolet (dont un à la tête). Il fut ensuite enveloppé dans un sac pour être finalement jeté dans l'eau glacée de la Neva à Saint-Pétersbourg. À l'autopsie, on retrouva de l'eau dans ses poumons, prouvant qu'il respirait encore malgré le poison et les balles[61].
- 1918
  - Augustin Trébuchon, soldat français de 1re classe et estafette du 415e régiment d'infanterie, meurt d'une balle dans la tête cinq minutes avant le cessez-le-feu, le jour de l'armistice de 1918, à Vrigne-Meuse, (Ardennes), en allant porter un message à son capitaine[42]. Il est le dernier soldat français mort au combat de la Première Guerre mondiale.
  - Henry Gunther, soldat américain, meurt de cinq balles de mitrailleuse à 10 h 59, soit une minute avant le cessez-le-feu, le jour de l'armistice de 1918, dans la Meuse. Il est officiellement le dernier soldat tué de la Première Guerre mondiale[62].

#### Années 1920
- 1920
  - Alexandre Ier de Grèce, roi des Hellènes, se promenait sur les terres du domaine de Tatoï (au nord d'Athènes) quand son berger allemand est attaqué par un singe domestique. Le roi tente de séparer les deux animaux, mais un second primate l'attaque et le mord profondément à la jambe et dans la région de l’estomac, lui causant une septicémie[63]. Il meurt trois semaines plus tard à l'âge de 27 ans.
- 1923
  - Frank Hayes, jockey américain, meurt d'un infarctus du myocarde durant une course hippique. Le cheval, Sweet Kiss, gagne la compétition, faisant de Hayes le premier jockey mort à remporter une course[64].
  - Un pensionnaire du théâtre de la Porte-Saint-Martin est mort « parce qu'il ne savait pas se moucher ». Selon Le Matin, J. Daragon, grippé, a envoyé des microbes dans son oreille moyenne en se débouchant le nez, qui provoque une otite moyenne aiguë. L'infection qui, à l'époque, échappe aux médicaments, a gagné le cerveau, provoquant une méningite mortelle. Le docteur P.-L. Rehm explique que « pour se moucher sans danger, il faut […] appuyer tour à tour sur chaque narine, une seule chaque fois. »[65]
- 1926
  - Harry Houdini, célèbre prestidigitateur, décède d'une péritonite consécutive à une rupture de l'appendice, après que Joselyn Gordon Whitehead, étudiant de l'Université McGill de Montréal, l'a frappé au ventre plusieurs fois. En effet, au début de ses spectacles, Houdini avait l'habitude de demander à une personne du public de lui donner un coup de poing dans le ventre, afin de prouver qu'il ne trichait pas et qu'il était invincible. Mais, ce jour-là, il est pris par surprise[4].
- 1927
  - Isadora Duncan, danseuse, meurt étranglée et le cou cassé lorsque son écharpe se prend dans une des roues du véhicule dont elle était passagère, à Nice[66].
- 1928
  - En 1924, le médecin russe Alexandre Bogdanov commence sur lui des expériences de transfusion sanguine, espérant apparemment atteindre la jeunesse éternelle ou au moins un rajeunissement partiel. Mais une transfusion ultérieure en 1928 lui a coûté la vie, lorsqu'il a prélevé le sang d'un étudiant atteint de paludisme et de tuberculose[26].

#### Années 1930
- 1930
  - William Kogut, détenu condamné à mort à la prison de San Quentin aux États-Unis, se suicide avec une bombe artisanale créée à partir de plusieurs paquets de cartes à jouer et un des pieds, creux, de son lit. À l'époque, l'encre rouge d'une carte à jouer contenait de la nitrocellulose inflammable, qui, lorsqu'elle est mouillée, peut provoquer une déflagration. Kogut a utilisé l'appareil de chauffage dans sa cellule pour activer la bombe[67],[68].
- 1932
  - Eben Byers, industriel américain, meurt le 31 mars 1932, victime d'un empoisonnement au radium qui a ravagé son organisme pendant dix-huit mois, corrodant ses os jusqu'à ce qu'ils se brisent[69].
- 1933
  - Michael Malloy (en), un sans-abri de New York, États-Unis, est assassiné par cinq hommes lors d'un complot visant à recueillir le produit des polices d'assurance-vie qu'ils avaient achetées. Après avoir survécu à de multiples empoisonnements, avoir été exposé intentionnellement au froid et avoir été heurté par une voiture, Malloy succombe à un gazage[70].
- 1935
  - Le joueur de baseball Len Koenecke (en) est frappé à mort avec un extincteur par un membre de l'équipage de l'avion qu'il venait de louer : il avait provoqué une bagarre avec le pilote pendant que l'avion était en vol[71].
- 1936
  - José Sanjurjo, général espagnol qui a participé au coup d'État des 17 et 18 juillet 1936, doit rentrer en Espagne. Il exige du pilote de son avion qu'il embarque sa malle d'uniformes, trop lourde pour l'appareil. Inévitablement, le biplan s'écrase en bout de piste. Le pilote en réchappe, contrairement à l'homme qui devait prendre la tête de l'Espagne à la place de Franco[42].
- 1938
  - Ödön von Horváth, dramaturge de langue allemande, se promène sur les Champs-Élysées quand une tempête déracine un marronnier qui l'écrase. Il meurt sur le coup[42].
  - Un condamné à mort attendant l'application prochaine de sa sentence dans une prison de Mexico voit arriver dans sa cellule un magistrat venu lui annoncer... sa grâce. Fou de joie, il meurt d'une embolie[72].
- 1939
  - L'actrice finlandaise Sirkka Sari, 19 ans, meurt en tombant dans la cheminée d'un hôtel. Elle avait pris la cheminée pour un balcon[73],[74].

#### Années 1940
- 1941
  - L'écrivain américain Sherwood Anderson avale un cure-dent à une fête et meurt d'une péritonite[75],[24].
- 1943
  - Le critique Alexander Woollcott décède en direct d'un infarctus du myocarde alors qu'il participe à une émission sur Adolf Hitler[76].
- 1944
  - L'inventeur et chimiste Thomas Midgley Jr. s'étrangle accidentellement avec une des cordes du lit mécanique qu'il vient d'inventer[77],[78].
  - Pierre Georges, résistant français plus connu sous le nom de Colonel Fabien, meurt dans les locaux de la mairie de Habsheim (Haut-Rhin), à la suite de l'explosion d'une mine prise aux Allemands dont il étudiait le fonctionnement[42].
- 1945
  - Le scientifique Harry K. Daghlian, Jr., tandis qu'il travaille sur le projet Manhattan, fait tomber accidentellement une brique de carbure de tungstène sur une sphère de plutonium. Cela met le plutonium en état de masse critique. Daghlian meurt du syndrome d'irradiation aiguë, devenant la première personne victime d'un accident radioactif[79].
  - George Patton, général américain et héros de guerre, connu pour ses victoires en Afrique et en Europe au cours de la Seconde Guerre mondiale, meurt en Allemagne dans un accident de voiture des suites d'un banal refus de priorité. Il est la seule victime de cet accident[42].

#### Années 1950
- 1951
  - Joan Vollmer (en), épouse de l'écrivain américain William S. Burroughs, décède d'une hémorragie cérébrale à la suite d'une tentative ratée de ce dernier d'imiter Guillaume Tell en utilisant un revolver en lieu et place de l'arbalète du héros suisse[80].
- 1959
  - Boris Vian assiste à la première du film J'irai cracher sur vos tombes, adapté de son roman, le matin du 23 juin 1959. C'est en visionnant les premières minutes de cette adaptation, qu'il désapprouve fortement, qu'il s'effondre sur son siège, dans la salle de projection, puis meurt d'une crise cardiaque pendant son transport vers l'hôpital[51].

#### Années 1960
- 1960
  - Le chanteur baryton Leonard Warren s'effondre sur la scène du Metropolitan Opera de New York alors qu'il chantait dans La forza del destino. Selon une légende, la dernière ligne qu'il chante est « Morir? Tremenda cosa. » (« Mourir ? Une chose terrible. »). Des témoins affirment qu'il a plutôt fini cet air et que ses derniers mots sont « Gioia, o gioia! » (« Joie, oh joie ! »)[81].
  - Alan Stacey, pilote britannique, meurt lors du Grand Prix de Belgique après avoir été heurté par un oiseau en plein visage[82].
- 1966
  - Julien Carette, acteur français devenu impotent des suites de l'arthrose, laisse échapper la cigarette qu'il vient d'allumer sur la couverture posée sur ses jambes, laquelle prend feu, suivie en cela par le reste de l'appartement. Il meurt peu après à l'hôpital de Saint-Germain-en-Laye[83].
  - Luciano Fernandes meurt électrocuté dans un jacuzzi. En 1966, les joueurs du Benfica Lisbonne sont invités par la marque Whirlpool Corporation à tester un bain tourbillon. Eusébio et ses coéquipiers se jettent à l’eau et sont électrisés. Luciano Fernandes meurt sur le coup. Le Benfica finira la saison en noir pour lui rendre hommage[84].

#### Années 1970
- 1974
  - Christine Chubbuck, une reporter américaine dépressive, se suicide en direct dans son talk show. Elle sort un revolver et se tire une balle dans la tête[85].
- 1975
  - Bandō Mitsugorō VIII, célèbre acteur japonais de théâtre Kabuki, meurt des suites d'une intoxication massive à la tétrodotoxine, après avoir goûté au foie de fugu et consommé la part de ses invités afin de les impressionner[86].
  - Vaughn Bodé, dessinateur américain, meurt dans une expérience d'auto-pendaison à but érotique[87].
- 1976
  - Keith Relf, chanteur et joueur d'harmonica du groupe britannique The Yardbirds, meurt en jouant de la guitare électrique. Il est électrocuté par sa guitare, qui n'était pas mise à la terre[88].
- 1977
  - Tom Pryce, pilote automobile gallois, meurt lors du Grand Prix automobile d'Afrique du Sud après avoir fauché accidentellement un commissaire de piste. Le commissaire est tué sur le coup, comme Pryce qui reçoit son extincteur en pleine tête[89].
  - René Goscinny, scénariste de bande dessinée, décède chez son cardiologue pendant un test d'effort sur un vélo d'appartement[90],[8].
- 1978
  - Guéorgui Markov, dissident bulgare, meurt assassiné par empoisonnement à Londres. Un inconnu lui injecte dans la jambe une petite bille métallique contenant de la ricine, un poison violent, à l'aide d'un parapluie bulgare[91].
  - Kurt Gödel, mathématicien et logicien austro-américain, meurt de faim alors que sa femme a été hospitalisée[92] : il était convaincu de l'existence d'un complot visant à l'empoisonner. Gödel souffrait de paranoïa extrême et refusait de consommer toute nourriture préparée par quelqu'un d'autre. Il pesait alors environ 30 kilos[93].
- 1979
  - Robert Williams (en), ouvrier dans une usine Ford, est le premier homme à être tué par un robot industriel[94]. Il meurt après avoir été heurté en pleine tête par le bras métallique d'un robot[95].

#### Années 1980
- 1980
  - Steve Peregrin Took, 31 ans, musicien du groupe T. Rex étouffé par une cerise de son cocktail[96].
- 1981
  - Kenji Urada (en), ouvrier dans une usine japonaise, est tué par un robot industriel défectueux sur lequel il travaillait dans une usine de Kawasaki au Japon. Le robot l'a poussé dans une machine à broyer[97].
- 1982
  - David M. Grundman (en), 27 ans, s'amuse dans le désert, à la sortie de Phoenix en Arizona. Il tire deux coups de fusil sur un cactus Saguaro géant. Ses coups de feu font se détacher une partie du cactus, haute de sept mètres, qui lui tombe dessus. Il meurt écrasé[98],[99].
- 1983
  - Richard Wertheim (en), juge de ligne de tennis, meurt après avoir reçu une balle de tennis dans l'aine à l'USTA National Tennis Center de New York lors de la demi-finale du tournoi juniors de l'US Open opposant Stefan Edberg à Patrick McEnroe. Cherchant à éviter la balle d'un premier service du Suédois, il tombe à terre et se fracture le crâne en heurtant le sol en ciment. L'arbitre décède 5 jours plus tard d'un hématome sous-dural[100].
  - Tennessee Williams, écrivain américain, décède le 25 février dans sa chambre de l’Hotel Elysée (en) à New York, en s'étouffant avec le bouchon d'un vaporisateur nasal. L'abus de stupéfiants semble avoir joué un rôle dans l'ingestion du corps étranger[101].
- 1984
  - Jon-Erik Hexum, acteur américain, meurt après s'être tiré dessus avec un pistolet chargé avec des cartouches à blanc. Il ne savait pas que les cartouches à blanc utilisent une bourre constituée de ouate de papier ou de plastique pour retenir la poudre dans la cartouche. Lorsque la cartouche est tirée, cette bourre est éjectée suffisamment violemment pour être mortelle à bout portant contre le crâne d'une personne[102].
  - Le magicien Tommy Cooper (en) s'effondre en pleine représentation publique, le 15 avril. Du fait du caractère humoristique des spectacles du magicien, qui est d'ailleurs connu pour rater délibérément ses tours dans un but burlesque[103], la foule rit et applaudit[104] ; elle ignore qu'il vient en fait de décéder d'une crise cardiaque[105].
- 1987
  - Jaco Pastorius, bassiste américain de jazz, meurt après avoir été battu à mort par le videur d'un bar de Fort Lauderdale qui lui refusait l'entrée de l'établissement[51].
- 1988
  - Clarabelle Lansing, une hôtesse de l'air, est aspirée et éjectée hors d'un Boeing 737 lors du vol Aloha Airlines 243 et disparaît dans le ciel quand une décompression explosive déchire une large partie du toit de l'avion[106]. Son corps n'a jamais été retrouvé[107].
- 1989
  - Ole Bentzen, orthophoniste danois, meurt de rire en regardant le film Un poisson nommé Wanda. Son cœur a battu entre 250 et 500 pulsations par minute, avant que l'homme ne succombe à un arrêt cardiaque[108].

#### Années 1990
- 1990
  - Joseph W. Burrus, prestidigitateur de 32 ans, veut réaliser un tour de magie où il se fait enterrer vivant dans une boîte en plastique recouverte de ciment. Le ciment écrase le plastique, et il meurt asphyxié[109].
- 1993
  - Garry Hoy, un avocat de Toronto, voulant prouver que les vitres du Toronto-Dominion Centre étaient incassables, se jeta contre l'une d'elles. Elle ne se brisa pas, mais se délogea de son cadre. Hoy fit une chute de 24 étages[110],[109].
  - Le 31 mars, lors d'un tournage, Brandon Lee, fils du célèbre acteur d'action Bruce Lee, meurt après avoir reçu un tir de revolver chargé de cartouches à blanc. L'enquête ultérieure révèle que, lors d'une précédente utilisation, le revolver avait été chargé avec des cartouches factices (balles réelles mais sans poudre), et qu'une de ces balles était restée bloquée dans le canon. Brandon Lee meurt le soir même, à l'âge de 28 ans.
- 1994
  - Un étudiant se tue en se déguisant en Dracula pour Halloween, il avait prévu de mettre une planche de pin sous son t-shirt pour y planter un couteau pour son déguisement. La planche se brisa lorsqu'il enfonça le couteau avec un marteau et le couteau se planta dans son cœur[111].
- 1995
  - Un homme de 39 ans se suicide à Canberra, Australie, en se tirant dessus à trois reprises avec un fusil à pompe. Le premier tir a traversé sa poitrine, mais a raté tous ses organes vitaux. Il a rechargé et a tiré dans sa mâchoire. Il a de nouveau rechargé, et a tiré à nouveau sur sa poitrine. Ce dernier tir a pénétré la cavité thoracique et a détruit son cœur, le tuant sur le coup[112].
- 1996
  - Sharon Lopatka, une entrepreneuse internet américaine, est tuée par Robert Glass, un analyste informatique. Ce dernier a affirmé que Lopatka l'avait sollicité pour la torturer et la tuer à des fins de meurtre sexuel[113].
- 1997
  - Karen Wetterhahn, une chimiste américaine, meurt plusieurs mois après qu’une goutte de diméthylmercure a traversé son gant protecteur en latex et sa peau[114],[115], l'intoxicant au mercure à un seuil 25 fois supérieur au taux normal de diméthylmercure observée habituellement dans le sang.
- 1998
  - Raman Lamba, joueur de cricket indien, reçoit en pleine tête une balle de cricket. Il succombe trois jours plus tard d'une hémorragie interne[116].
  - Lors d'un match de football entre les équipes de Bena Tshadi et Basangana en République démocratique du Congo, la foudre s'abat sur le terrain. Tous les joueurs de l'équipe de Bena Tshadi sont tués par la foudre ; du côté de Basangana tout le monde est indemne, le choix des crampons moulés, plutôt que des vissés, ayant sauvé la vie des joueurs[117],[118].
  - Tom et Eileen Lonergan, deux touristes américains, sont abandonnés sur place par leur bateau alors qu'ils plongeaient au large des côtes de la grande barrière de corail, en Australie. Leurs corps n'ont jamais été retrouvés[119].
  - Un cas de suicide par balle dans l'anus est rapporté dans l’American Journal of Forensic Medicine and Pathology (en)[120].
- 1999
  - Betty Stobbs, une femme de 67 ans originaire de Durham, en Angleterre, est tuée quand un troupeau de moutons attaque son vélo. Elle tombe d'une falaise de 30 m. Elle survit à l'accident, avant d'être écrasée par la chute de son vélo[121].
  - Le 1er novembre 1999, Jean Ducuing, directeur du zoo de Pessac (Gironde), est tué par Komir, un hippopotame qu'il connaissait pourtant bien et qu'il avait lui-même dressé. Les employés du zoo considèrent que l'animal était « jaloux » du nouveau tracteur[122],[123].

### XXIesiècle

#### Années 2000
- 2002
  - Richard Sumner, artiste britannique schizophrène, part dans une zone rarement visitée de la Clocaenog Forest (en) dans le Denbighshire, dans le nord-est du Pays de Galles, pour se suicider. Il se menotte lui-même à un arbre et lance la clé hors de portée. L'enquête a révélé que, ayant à nouveau changé d'état d'esprit — la crise de démence qui l'avait poussé étant passée —, il avait essayé pendant des jours de se libérer sans y parvenir. Il est mort de soif et de faim. Le tronc de l'arbre était lacéré. Son squelette a été découvert trois ans plus tard en 2005 par une randonneuse[124],[125].
- 2003
  - Brian Douglas Wells est un livreur de pizza mort à la suite de l’explosion d'un collier piégé accroché autour de son cou. Les assassins lui avaient promis que le mécanisme serait désactivé s'il braquait une banque précise. Wells fut arrêté par la police, le collier explosa, et sa mort fut filmée et relayée massivement par les médias américains.
- 2004
  - Une Taïwanaise de 45 ans est morte d'une overdose d'alcool après avoir passé douze heures dans une baignoire remplie d'éthanol à 40 % pour se protéger d'une épidémie de SARS-CoV[126],[127],[128].
- 2005
  - Kenneth Pinyan, un ingénieur américain, meurt à la suite d'une sodomie extrêmement brutale avec un cheval[129],[130].
- 2008
  - Adelir Antônio de Carli, un prêtre catholique brésilien, meurt durant une tentative pour réaliser un vol à l'aide d'une grappe de ballons gonflés à l'hélium.
- 2009
  - David Carradine, acteur, réalisateur et scénariste américain, meurt à la suite d’un jeu sexuel[131],[132]
  - Vladimir Likhonos trouve la mort en mâchant un chewing-gum « explosif ». En effet, il avait l'habitude de tremper ses chewing-gum dans de l'acide citrique (acidifiant alimentaire), mais il aurait confondu cet acide avec une substance explosive. Le chewing-gum a explosé, pulvérisant sa mâchoire[133].

#### Années 2010
- 2010
  - Le docteur Sacha Baricevic, un médecin de la bonne société slovène, est retrouvé le corps affreusement déchiqueté, dévoré par ses trois chiens bullmastiffs, auxquels il faisait depuis longtemps subir des sévices sexuels. Selon les sources policières, le médecin, à l'arrivée des secours, était entièrement nu, un godemiché attaché autour du corps[134].
  - Mike Edwards, un violoncelliste au sein du groupe de rock Electric Light Orchestra, meurt après une collision entre sa voiture et une balle de foin de 600 kg dévalant une colline[135],[136].
- 2012
  - Edward Archbold, un Américain de 32 ans, meurt après avoir remporté un concours de mangeurs de cafards et de vers. Après en avoir avalé une douzaine, il est pris de vomissements avant d'être transporté à l'hôpital, où il est déclaré mort. La mort résulte d'une « asphyxie due à un étouffement » causé par les parties du corps des arthropodes qui ont bloqué ses voies respiratoires[137].
- 2013
  - En Australie, une femme de confession musulmane est décédée d'une « asphyxie due à un étouffement » lorsque sa burqa s'est prise dans la roue du kart qu'elle pilotait[138].
  - João Maria de Sousa, un Brésilien, meurt écrasé par une vache pendant son sommeil. L'animal d'une tonne, qui broutait de l'herbe sur le flanc de la colline, est passé à travers le toit de la chambre, la maison étant construite en pente[139],[140].
  - Roman Pirozek meurt percuté et partiellement décapité par son hélicoptère radiocommandé. Après avoir heurté sa tête, les hélices de l'engin lui ont coupé le dessus du crâne[141].
- 2014
  - Peng Fan, un chef cuisinier d'un restaurant de Foshan, en Chine est mordu à la main par la tête d'un cobra qu'il avait décapité vingt minutes auparavant pour la préparation d'une soupe de serpent. Le cuisinier est mort asphyxié en attendant les secours après que le venin du cobra a paralysé ses fonctions respiratoires[142],[143].
  - Oscar Otero Aguilar, un mexicain de 21 ans, meurt après s’être accidentellement tiré une balle dans la tête en voulant faire un selfie avec une arme chargée[144].
  - Nigel Willis, un britannique de 50 ans meurt après être resté cinq jours avec un vibromasseur coincé dans le rectum. Pendant ces cinq jours, il est devenu de plus en plus faible, jusqu’au point d’être incapable de bouger de son canapé. N'osant pas consulter un médecin, il a finalement raconté son histoire à un ami, qui a appelé les secours. Il meurt après un mois de soins intensifs. Son autopsie révèle une mort par septicémie et une perforation de l’intestin[145].
- 2015
  - Devon Staples, un Américain de 22 ans, allume une fusée de feu d'artifice sur son crâne à l'occasion de la fête nationale américaine du 4 juillet, alors qu'il avait bu. Il meurt instantanément[146].
- 2016
  - Anton Yelchin, un acteur américain, est écrasé par sa propre voiture dont il était descendu[147].
  - Svetlana Rosalina travaillait dans une usine de confiserie en Russie quand elle est tombée dans une cuve chocolat fondu, apparemment en voulant récupérer son téléphone, la machine continua à tourner et elle finit broyée[148].
- 2017
  - En Indonésie, sur l'île de Célèbes, un villageois porté disparu depuis plusieurs jours est retrouvé mort, mais entier, dans le ventre d’un python de 7 m[149].
- 2019
  - L'humoriste Ian Cognito (en) meurt sur scène d'une crise cardiaque alors même qu'il était en train de jouer un sketch sur la crise cardiaque. Après s'être exclamé : « Imaginez, j’ai une attaque et je parle gallois au réveil ! », il s'effondre ; le public, croyant naturellement assister à une simulation humoristique, rit aux éclats durant plusieurs minutes jusqu'à ce qu'un assistant fasse irruption sur la scène et vienne constater que le comédien ne respire plus[150].

#### Années 2020
- 2020
  - Un Californien de 64 ans, Mike Hughes, meurt le 22 février dans le crash de sa fusée artisanale à vapeur. Il espérait atteindre 1 525 m d'altitude pour tenter de prouver que la Terre était plate[151].